# قائمة الحوادث الجوية أثناء التدخل العسكري السعودي في اليمن
قادت المملكة العربية السعودية تحالفًا من القوات، بداية من 2015م؛ من أجل التدخل في الحرب الأهلية في اليمن. وعبر سنوات هذا التدخل، تم فقد العديد من أنواع الطائرات المختلفة، مثل الطائرات ذات الأجنحة الثابتة، والمروحيات، والطائرات بدون طيار(المسيرة)، ويعود تدمير هذا العدد من الطائرات بشتى أنواعها، إما إلى حوادث ذاتية، وإما من خلال التدخل من الطرف الآخر أثناء العمليات الحربية.
وقيما يلي بيان بعدد وأنواع الطائرات، التي تم فقدها أثناء عملية التدخل، مع توضيح الأسباب الكامنة وراء تدمير كل طائرة من هذه الطائرات، وذلك عبر السنوات من 2015م، وحتى 2024م.

## 2015م
- 25 مارس 2015م – تم تدمير طائرة شحن من طراز CASA CN-235M-300 تابعة للقوات الجوية اليمنية على الأرض في قاعدة الدليمي الجوية بمطار صنعاء الدولي من قبل التحالف الذي تقوده السعودية، خلال اليوم الأول من عملية عاصفة الحزم.[1][2]
- 25 مارس 2015م – تم تدمير طائرة من طراز بيتشكرافت سوبر كينج تابعة للقوات الجوية اليمنية على الأرض في قاعدة الدليمي الجوية من قبل التحالف الذي تقوده السعودية في نفس توقيت الحدث السابق.[1][2]
- 25 مارس 2015م – تم تدمير طائرتين (2) هليكوبتر من طراز هيوي بيل 214، تابعتين للقوات الجوية اليمنية، كانتا متوقفتين في قاعدة الدليمي الجوية، على يد التحالف الذي تقوده السعودية، خلال اليوم الأول من عملية عاصفة الحزم.[1]
- 25 مارس 2015 م – دمرت غارات التحالف السعودي طائرات تابعة للقوات الجوية اليمنية في قواعدها بمطار صنعاء الدولي وقاعدة العند الجوية، وقد طال التدميرأربع مقاتلات هجومية من طراز سو-22، وطائرة هليكوبتر من طراز مي-8، وذلك خلال الساعات الأولى من عملية عاصفة الحزم.[3][4]
- 26 مارس 2015م – أثناء الضربات الافتتاحية، تحطمت طائرة إف-15 إس تابعة للقوات الجوية الملكية السعودية، في خليج عدن بعد أن حلقت حول البحر؛ وتمكن طاقمها من القفز بالمظلة بأمان، وتم انتشالهما من البحر بواسطة مروحية إنقاذ تابعة للقوات الجوية الأمريكية من طراز HH-60G. وذكرت تقارير من قبل التحالف العربي، أن نيران العدو لم تتسبب في الحادث،  بينما ذكرت مصادر حوثية وإيرانية من الطرف الآخر، أنهم هم من أسقط الطائرة.[5]
- 27 مارس 2015 – خلال الأيام الأولى لعملية عاصفة الحزم، ذكرت قوات الحوثيين، إنها أسقطت طائرة سو-24 تابعة للقوات الجوية السودانية، المشاركة في التحالف، عن طريق استخدام صاروخ SA-2.  ونشر الحوثيون صورًا للطيار السوداني الأسير وحطام الطائرة.[6][7]
- 28 أبريل 2015م – تم تدمير طائرتين ميج 29، تابعتين للقوات الجوية اليمنية في مطار صنعاء، من خلال غارات جوية للتحالف السعودي.[8]
- 4 مايو 2015م – تم تدمير طائرة شحن من طراز إليوشن إيل-76 تي دي تابعة للحكومة اليمنية بقيادة الحوثيين، وذلك خلال غارات للتحالف السعودي على مطار صنعاء الدولي.
- 7 مايو 2015م – تضررت أو دمرت مروحية من طراز بوينج AH-64 أباتشي تابعة لطيران الجيش السعودي، بعد أن هبطت اضطراريا داخل الأراضي اليمنية في نجران ، بسبب عطل فني. غير أن الحوثيين زعموأنهم أنهم أجبروا المروحية على الهبوط. وقد تعرضت المروحية لأضرار طفيفة وفقًا لما تم ذكره من الجانب السعودي.[9]
- 9 مايو 2015م – زعم الحوثيون أنهم أسقطوا مروحية من نوع بوينج AH-64 أباتشي تابعة لطيران الجيش السعودي في مديرية باقم بصعدة، وقاموا بأسر طاقمها. وهذا الزعم لم يتم تأكيده أو نفيه من قبل مصادر أخرى.
- 10 مايو 2015م - تحطمت طائرة إف-16 سي بلوك 52 تابعة للقوات الجوية الملكية المغربية، تحمل الرقم التسلسلي 08-8008، في صعدة، وذلك أثناء قيامها بمهمة كجزء من التدخل الذي تقوده السعودية في اليمن. وقد أظهر المتمردون الحوثيون موقع تحطم الطائرة، الواقع بالقرب من نشور، صعدة. وزعموا أنهم أسقطوا الطائرة بنيران المدفعية المضادة للطائرات، وقد قُتل الطيار في الحادث.  وتشير مصادر أخرى، أن طائرة إف-16 أسقطت بمدافع مضادة للطائرات، أو أنظمة دفاع جوي محمولة.[10]
- 3 أغسطس 2015م – تم إسقاط طائرة سعودية من نوع Seeker 400 في البقع بصعدة.
- 5 أغسطس 2015م – زعم الحوثيون أنهم أسقطوا مروحية من طراز بوينج AH-64 أباتشي تابعة لطيران الجيش السعودي في محافظة حجة الغربية. في حين نفت الصحافة السعودية هذا الادعاء، مضيفة أن الطائرة هبطت اضطراريًا بسبب مشكلة فنية.
- 21 أغسطس 2015م – فقدت مروحية من طراز بوينج AH-64 أباتشي تابعة لطيران الجيش السعودي بالقرب من معبر الطوال الحدودي في جازان، وقتل طاقمها. ووفقًا لما ذكرته القوات السعودية، فإن المروحية تحطمت، ولكن، يذكر الجانب اليمني في تقاريره أنه قام بإسقاط الطائرة.[11]
- 21 أغسطس 2015م – أسقطت قوات الحوثي طائرة مروحية من نوع شيبل كامكوبتر إس-100 تابعة للجيش الإماراتي في ذوباب.
- 20 سبتمبر 2015م – تم إسقاط طائرة هليكوبتر من طراز بوينج AH-64 أباتشي، تابعة لسلاح الجو السعودي.
- 26 سبتمبر 2015م – زعم الحوثيون أنهم أسقطوا مروحية من طراز بوينج AH-64 أباتشي تابعة لطيران الجيش السعودي في محافظة جيزان. وهذا الزعم لم تؤكده، أو تنفيه أي مصادر.[12]
- 25 أكتوبر 2015م – أسقطت قوات الحوثي طائرة أخرى من طراز شيبل كامكوبتر إس-100 تابعة للجيش الإماراتي في العبدية .
- 30 ديسمبر 2015م – تم فقد طائرة من طراز إف-16 سي تابعة للقوات الجوية الملكية البحرينية في منطقة جازان بالمملكة العربية السعودية. وأفاد مصدر عسكري أن الطيار قفز بالمظلة ونجا من الحادث. وكانت الطائرة إف-16 مشتعلة بالفعل قبل أن تصطدم بالأرض كما هو مسجل بالفيديو.  وقد عُزيت الخسارة في البداية إلى عطل فني، لكن مصادر أخرى زعمت أن الطائرة إف-16 أسقطت بدلاً من ذلك بواسطة مدافع مضادة للطائرات أو أنظمة دفاع جوي محمولة.[13]

## 2016م
- 19 يناير 2016م – تم إسقاط طائرة أمريكية بدون طيار من طراز MQ-1 فوق صنعاء باليمن.[14]
- 3 فبراير 2016م – أسقطت قوات الحوثي طائرة حربية من نوع سيليكس إي إس فالكو تابعة للجيش الإماراتي في محافظة حجة شمال شرق اليمن.[15]
- 27 فبراير 2016م – أعلنت قوات الحوثيين تدمير طائرة مروحية من نوع شيبل كامكوبتر إس-100 تابعة للجيش الإماراتي في ذوباب.[16]
- 14 مارس 2016م – تحطمت طائرة من طراز داسو ميراج 2000-9D تابعة للقوات الجوية الإماراتية في مدينة عدن جنوب اليمن أثناء عملية قتالية في ساعات الصباح الباكر، ما أدى إلى مقتل طياريها. وزعم التحالف أن طائرة الميراج تحطمت بسبب خلل فني.[17] وذكرت مصادر أخرى أن طائرة ميراج 2000-9D أسقطت أثناء تحليقها على ارتفاع منخفض بواسطة مسلحي القاعدة في اليمن باستخدام صواريخ ستريلا-2 المحمولة جواً.[18][19]
- 13 يونيو 2016م – تحطمت مروحية من طراز NSA 407MRH تابعة للقوات الجوية الإماراتية، وأفادت التقارير بمقتل الطيارين في الحادث.[20][21]
- 25 يوليو 2016م – تحطمت طائرة من طراز بوينج AH-64 أباتشي تابعة للجيش السعودي في مأرب، مما أدى إلى مقتل الطيارين.[22]
- 16 أغسطس 2016م – إسقاط طائرة سعودية من نوع سيكر 400 في محافظة كتاف بصعدة.[23]
- 26 سبتمبر 2016م – أسقط مقاتلو الحوثي طائرة بدون طيار من طراز CAIG Wing Loong I تابعة للقوات الجوية الإماراتية، وتم عرض صور لحطام الطائرة بدون طيار.[14][24]

## 2017م
- 29 يناير 2017م - أثناء الغارة الأمريكية على يكلا ضد مسلحي القاعدة في شبه الجزيرة العربية، تحطمت طائرة من طراز بيل بوينج V-22 أوسبري، وأثناء هبوطها تم تدميرها بنيران أمريكية؛ لتجنب الوقوع في أيدي العدو.
- 30 يناير 2017م – استهداف مروحية من طراز SA-365 تابعة لطيران الجيش السعودي وإعطابها من قبل الحوثيين.[25][26]
- 14 فبراير 2017م – إسقاط طائرة بدون طيار من طراز MQ-1B تابعة للإمارات العربية المتحدة بصاروخ مضاد للطائرات أطلقه الحوثيون فوق محافظة مأرب.[25][27]
- 24 فبراير 2017م – تحطمت طائرة إف-16 تابعة لسلاح الجو الملكي الأردني في نجران بالمملكة العربية السعودية، وأفاد مصدر عسكري أن الطيار نجا من الحادث. في حين زعم الحوثيون أنهم أسقطوا الطائرة.[28]
- 16 مارس 2017م – أسقط الحوثيون طائرة من طراز بوينج AH-64 أباتشي تابعة لسلاح الجو السعودي .
- 18 أبريل 2017م – تحطمت مروحية من طراز سيكورسكي يو إتش-60 بلاك هوك تابعة لسلاح الجو السعودي في مأرب؛ مما أسفر عن مقتل 12 جنديًا كانوا على متنها.  ووفقًا لوزارة الدفاع اليمنية التابعة للحكومة التي يقودها هادي، فقد تم إسقاط المروحية عن طريق الخطأ بعد أن "أخطأت" دفاعات التحالف الجوية في قراءتها.[29][30]
- 21 يونيو 2017م – أسقطت قوات الحوثي طائرة مروحية من نوع شيبل كامكوبتر إس-100 تابعة للجيش الإماراتي في منطقة ذو باب بمحافظة تعز.
- 11 أغسطس 2017م – تحطمت مروحية من طراز سيكورسكي يو إتش-60 إم بلاك هوك تابعة للقوات الجوية الإماراتية، بسبب خلل فني في محافظة شبوة، مما أدى إلى مقتل 4 جنود وإصابة 3 آخرين.[31]
- 15 أغسطس 2017م – تم إسقاط طائرة مسيرة سعودية من نوع Seeker 400 في البقع بنجران.
- 25 أغسطس 2017م - تحطم طائرة سيكورسكي MH-60M بلاك هوك تابعة لفرع الطيران في جيش الولايات المتحدة، الفرقة 160 من سلاح الجو الملكي البريطاني (أ)، عندما كانت تجري تدريبًا فوق سطح الماء.على بعد 20 ميلاً قبالة الساحل الجنوبي لليمن في حوالي الساعة 7:00 مساءً بالتوقيت المحلي. وقد أسفر الحادث عن وفاة أحد أفراد الطاقم بينما تم انتشال خمسة آخرين.[32]
- 11 سبتمبر 2017م – تحطمت طائرة من طراز IOMAX AT-802U تابعة للقوات الجوية الإماراتية في اليمن، مما أدى إلى مقتل الطيار.[33]
- 13 سبتمبر 2017م – تحطمت طائرة يوروفايتر تايفون، تابعة للقوات الجوية السعودية، عندما كانت تشارك في مهمة دعم جوي عن قرب ضد مقاتلي الحوثيين فوق اليمن في جبل في مديرية الوديعة، بسبب عطل فني وفقًا للتقارير الواردة. وقد توفي الطيار في الحادث.[34]
- 1 أكتوبر 2017م – أعلنت القيادة المركزية الأمريكية أن أنظمة الدفاع الجوي التابعة للحوثيين أسقطت طائرة MQ-9 Reaper فوق صنعاء في غرب اليمن، والتي أقلعت من مطار في جيبوتي وكانت مسلحة.[35]
- 17 أكتوبر 2017م – تحطمت طائرة بوينج AH-64 أباتشي تابعة للقوات الجوية الإماراتية، بسبب عطل فني في اليمن مما أدى إلى مقتل طيارين من الإمارات.[36]

## 2018م
- 7 يناير 2018م - زعم المتمردون الحوثيون، أنهم أسقطوا مقاتلة سعودية كانت تنفذ غارات جوية فوق شمال اليمن، ونشروا لقطات من كاميرا الأشعة تحت الحمراء البصرية لمقاتلة مستهدفة بصاروخ.  وفي وقت لاحق، نشر الحوثيون لقطات لبقايا طائرة تورنادو بانافيا تحطمت في صعدة. وذكرت وسائل الإعلام السعودية أن الطائرة التي أسقطت كانت من طراز تورنادو بانافيا، وهي تابعة للقوات الجوية الملكية السعودية وكانت في مهمة قتالية في سماء محافظة صعدة في شمال اليمن، لكنها فقدت "لأسباب فنية" وتم إنقاذ كلا أفراد طاقمها.[37]
- 8 يناير 2018م – أصيبت طائرة تابعة للقوات الجوية السعودية بصاروخ أرض-جو أطلقه الحوثيون. أصدر الحوثيون مقطع فيديو آخر في ادعاء منفصل قبل يوم واحد يظهر ما يبدو أنه طائرة إف-15 تزيد من سرعتها، وتطلق صواريخ وهمية قبل أن تصطدم بها قذيفة وتتعرض لأضرار جسيمة على ما يبدو. وفي 9 يناير 2018م، أعلنت قناة المسيرة التابعة للحوثيين أن طائرة إف-15 تعرضت لأضرار.[38]
- 21 مارس 2018م – زعم المتمردون الحوثيون أنهم أصابوا وأسقطوا طائرة إف-15 تابعة للقوات الجوية السعودية في محافظة صعدة .  وأكدت مصادر رسمية سعودية الحادث، وذكرت أنه وقع في الساعة 3:48 مساءً بالتوقيت المحلي بعد إطلاق صاروخ دفاع أرض-جو على المقاتلة، مما يشير أيضًا إلى أن المقاتلة عادت إلى قاعدتها الجوية وهبطت بسلام.[39]
- 31 مايو 2018م – أفادت وزارة الدفاع اليمنية أن مقاتلي الحوثي أسقطوا طائرة هليكوبتر من طراز بوينج AH-64 أباتشي تابعة لطيران الجيش السعودي ، مما أسفر عن مقتل أفراد طاقمها.
- 12 يوليو 2018م – تحطمت طائرة تورنادو تابعة للقوات الجوية الملكية السعودية في منطقة عسير، وذلك بعد عودتها من صعدة باليمن وكان سبب التحطم هو عطل فني.
- 12 يوليو 2018م – أسقط المتمردون الحوثيون طائرة مسيرة مسلحة من طراز CH-4B تابعة للمملكة العربية السعودية بالقرب من حدود عسير.
- 24 يوليو 2018م – أسقطت القوات المسلحة الإماراتية طائرتين حوثيتين من طراز قاصف-1 محملتين بالمتفجرات، إحداهما كانت متجهة إلى المخا، في حين كانت الأخرى في طريقها إلى الخوخة بمحافظة الحديدة.
- 8 أغسطس 2018م – أسقط المتمردون الحوثيون طائرة بدون طيار مسلحة من طراز CH-4B تابعة للمملكة العربية السعودية بالقرب من معبر الطوال الحدودي.
- 2 سبتمبر 2018م – أسقطت قوات الحوثي طائرة مروحية من نوع شيبل كامكوبتر إس-100 تابعة للجيش الإماراتي في الجاح.
- 14 سبتمبر 2018م – تحطمت مروحية من طراز بوينج AH-64 أباتشي تابعة لسلاح الجو السعودي نتيجة عطل فني أثناء قيامها بمهمة استطلاعية في محافظة المهرة شرقي اليمن. وقد أسفر الحادث عن وفاة طاقمها.
- 26 نوفمبر 2018م – أسقطت قوات الحوثي طائرة مسيرة من طراز دينيل ديناميكس سيكر 400 تابعة للإمارات العربية المتحدة في الحديدة.
- 23 ديسمبر 2018م – أسقط المتمردون الحوثيون طائرة بدون طيار من طراز CH-4 تابعة للمملكة العربية السعودية  في محافظة صعدة، شمال اليمن، وقاموا بعرض حطام الطائرة.[40][41]

## 2019م
- 12 فبراير 2019م – أسقطت قوات الحوثي طائرة بدون طيار سعودية من طراز EMT Luna X-2000 بالقرب من الحدود السعودية.[42]
- 23 مارس 2019م – أعلن الحوثيون إسقاط طائرة أمريكية بدون طيار من طراز MQ-1 فوق صنعاء باليمن. وعرضوا لاحقًا صورًا لحطام الطائرة.[43]
- 11 أبريل 2019م – فقدان طائرة مسيرة سعودية من طراز CH-4 فوق اليمن، ووفقًا لوسائل إعلام الحوثيين فإن الطائرة السعودية المسيرة أسقطت بنيران صديقة.
- 19 أبريل 2019م – نشر الحوثيون مقطع فيديو لإسقاط، وموقع سقوط، طائرة من طراز CAIG Wing Loong I تابعة للقوات الجوية الإماراتية، تعمل لصالح التحالف الذي تقوده السعودية فوق محافظة صعدة. ومن المحتمل أن الطائرة أسقطت بصاروخ R-73 أو R-27T .
- 14 مايو 2019م – تم إسقاط طائرة إم كيو-1 بريديتور تابعة للإمارات العربية المتحدة بنيران الحوثيين أثناء تحليقها الليلي في صنعاء، واستخدم مقاتلو الحوثي صاروخ جو-جو (R-27T أو R-73) مع جهاز تشغيل أرضي معدّل.
- 26 مايو 2019م - اعترض الدفاع الجوي السعودي طائرة بدون طيار تابعة للحوثيين استهدفت مطار الملك عبد الله بن عبد العزيز في جازان.
- 2 يونيو 2019م – أسقطت قوات الحوثي طائرة مروحية من نوع شيبل كامكوبتر إس-100 تابعة للجيش الإماراتي في حيس بمحافظة الحديدة.
- 6 يونيو 2019م – أسقط الحوثيون طائرة أمريكية بدون طيار من طراز MQ-9 Reaper فوق اليمن، باستخدام صاروخ SA-6 ، وأكدت القيادة المركزية الأمريكية أن الحدث "يوضح مدى التحسن في قدرة الحوثيين السابقة"، وأنه تم تمكينه بمساعدة إيرانية.
- 15 يوليو 2019م – طائرات مسيرة حوثية تستهدف كل من: مطار جيزان، ومطار أبها بالسعودية، وتم اعتراضهما من قبل قوات التحالف.
- 21 أغسطس 2019م – زعم الحوثيون أنهم اسقطوا طائرة مسيرة أمريكية أخرى من طراز MQ-9 Reaper فوق ذمار باليمن. وقد أكد مسؤولان أمريكيان هذا الادعاء.
- 1 نوفمبر 2019م – أسقط المتمردون الحوثيون طائرة بدون طيار من طراز Schiebel Camcopter S-100 فوق الحديدة.
- 1 نوفمبر 2019م – زعم الحوثيون إسقاط طائرة بدون طيار أمريكية الصنع من طراز ScanEagle في محافظة عسير باليمن.
- 29 نوفمبر 2019م - أسقط الحوثيون طائرة أباتشي AH-64 تابعة لطيران الجيش السعودي باستخدام صاروخ أرض جو. ويظهر مقطع فيديو نشره الحوثيون ، بشكل واضح، صاروخ أرض جو أطلق على طائرة أباتشي دورية حتى أصيبت المروحية وتحطمت. وتوفي طاقمها. على الرغم من أنه لم يكن لدى اليمن ولا إيران أي صواريخ 9K33 Osa في قواتهما المسلحة، في حين تعتمد الأنظمة المعروفة التي يديرها الحوثيون على صاروخ 2K12 Kub أرض جو سوفيتي الصنع يستخدم محرك صاروخي من مرحلتين وصواريخ جو-جو R-73 و R-27T وكلاهما مزود بمحرك صاروخي أحادي المرحلة.
- 30 نوفمبر 2019م – نشر الحوثيون صوراً لبقايا طائرة بدون طيار من طراز CAIG Wing Loong I، الرقم التسلسلي 20207، مما يشير إلى إسقاطها.  ونشرت وسائل إعلام الحوثيين صوراً لحطام الطائرة.[44]
- 31 ديسمبر 2019م - أعلن الحوثيون أن قواتهم أسقطت طائرتين مسيرتين للتحالف بقيادة السعودية، واحدة في مديرية رازح بصعدة، والأخرى في مدينة الحديدة الساحلية على البحر الأحمر.  وفي وقت لاحق، نشر الحوثيون لقطات لإسقاط طائرة مسيرة تركية الصنع من طراز فيستيل كارايل وانتشال بقاياها لاحقًا.[45][46]

## 2020م
- 7 يناير 2020م – أسقط المتمردون الحوثيون طائرة مسيرة مسلحة من طراز CH-4B تابعة للقوات السعودية فوق محافظة الجوف.[47]
- 5 فبراير 2020م – أسقط المتمردون الحوثيون بمساعدة لجانهم الشعبية طائرة تجسس سعودية بدون طيار في الحديدة.  وفي وقت لاحق، عرض الحوثيون صورة لحطام الطائرة.[48][49]
- 14 فبراير 2020م - أسقط الحوثيون طائرة تورنادو سعودية أثناء مهمة دعم جوي قريبة لدعم القوات اليمنية المتحالفة مع السعودية في محافظة الجوف اليمنية. وفي اليوم التالي، أكدت القيادة السعودية فقدان طائرة تورنادو، بينما تم نشر أدلة فيديو تظهر إسقاطها باستخدام صاروخ أرض-جو من مرحلتين. وقد قفز الطياران بالمظلة وتم أسرهما من قبل الحوثيين وفقًا للتحالف السعودي.
- 20 فبراير 2020م – أسقط مسلحون مجهولون طائرة هليكوبتر تابعة لوحدات الميليشيات الموالية لحزب الإصلاح بالقرب من مدينة شبام بمحافظة حضرموت.
- 2 يوليو 2020م – أسقطت مقاتلات إف-15 السعودية طائرتين حوثيتين من طراز صماد-1 فوق اليمن. وذكرت مصادر عن طريق الخطأ أن الطائرتين من طراز شاهد 129.
- 2 أغسطس 2020م – قال المتمردون الحوثيون إنهم أسقطوا طائرة مسيرة أمريكية الصنع. وقد أظهر مقطع فيديو نشره الحوثيون بقايا طائرة مسيرة من طراز RQ-20 Puma مثقوبة بالرصاص وعليها رايات الجيش السعودي.
- 22 ديسمبر 2020م – أسقطت قوات الحوثي طائرة مسيرة سعودية من نوع CH-4B الرقم التسلسلي 20311 في مديرية مدغل بمحافظة مأرب.[50]

## 2021م
- 6 يناير 2021م – أسقط الحوثيون طائرة مسيرة من نوع فيستيل كارايل تابعة للتحالف بقيادة السعودية. ونشر الحوثيون لقطات مصورة تظهر استهداف الطائرة بصاروخ، مع عرض حطامها.[51]
- 26 يناير 2021م – الحوثيون يسقطون طائرة أمريكية بدون طيار من طراز MQ-1C Gray Eagle في اليمن، وفي وقت لاحق دمرت القوات الأمريكية حطام الطائرة.[52]
- 12 فبراير 2021م – اعترض الحوثيون طائرة مسيرة سعودية من نوع CASC Rainbow CH-4 في محافظة مأرب، وعرضوا لقطات لعملية إسقاطها.
- 28 فبراير 2021م – أسقط الحوثيون ونشروا لقطات مصورة لحطام طائرة مسيرة سعودية فقدت فوق مديرية حيس بمحافظة الحديدة.
- 7 مارس – أسقطت قوات الحوثي طائرة بدون طيار من طراز فيستيل كارايل تابعة للتحالف السعودي في اليمن.  ونشرت لاحقًا لقطات لحطام الطائرة.
- 7 مارس 2021م - خلال هجوم للحوثيين على عدة منشآت نفطية سعودية، زعمت طائرات إف-15 السعودية إسقاط عدة طائرات بدون طيار مهاجمة باستخدام صواريخ AIM-9 Sidewinder الحرارية ، مع أدلة فيديو تظهر إسقاط طائرتين بدون طيار على الأقل من طراز صامد-3 وطائرة واحدة من طراز قاذف-2K ،  مع احتمال إصابة أخرى بأنظمة هوك وباتريوت الأرضية .
- 23 مارس 2021م - قال متحدث باسم الحوثيين إن قوات الحوثيين أسقطت طائرة بدون طيار أمريكية من طراز MQ-9 Reaper تعمل في مأرب، ومع ذلك، بعد يوم واحد، نشر الحوثيون لقطات من عملية الإسقاط تصور طائرة بدون طيار تشبه طائرة صينية من طراز CH-4 تعمل حاليًا بواسطة المملكة العربية السعودية.
- 20 مايو 2021م – أعلنت وسائل إعلام الحوثي إسقاط طائرة مسيرة من نوع وينج لونج 2 تابعة للتحالف السعودي في منطقة نجران.  وعرضت لاحقًا صورًا لحطام الطائرة المسيرة التي تم إسقاطها.
- 23 مايو 2021م – أسقط مقاتلو الحوثي طائرة مسيرة من طراز CH-4 تابعة للتحالف السعودي في محافظة الجوف.  وفي وقت لاحق، نشر الجناح الإعلامي للحوثيين مقطع فيديو لإسقاط الطائرة المسيرة.
- 19-21 يونيو 2021م - أفادت وسائل إعلام الحوثيين بإسقاط طائرتين بدون طيار للتحالف بقيادة السعودية في محافظة مأرب.  ونشرت في وقت لاحق لقطات فيديو لاعتراض طائرة بدون طيار من طراز ScanEagle  وحطام الطائرتين. وقد نفى المسؤولون الأمريكيون أن تكون الطائرات التي تم إسقاطها من الطائرات العسكرية التي تديرها القيادة المركزية الأمريكية.
- 14 أغسطس 2021م – أفادت الأنباء بإسقاط طائرة بدون طيار أمريكية الصنع من طراز ScanEagle على يد المتمردين الحوثيين في مأرب باليمن.  ونشر الحوثيون لاحقًا صورًا للطائرة التي أسقطوها.
- 13 سبتمبر 2021م – أعلنت وسائل إعلام الحوثيين إسقاط طائرة مسيرة من نوع وينج لونج 2 تابعة للتحالف السعودي في محافظة صعدة، وقد تم عرض مشاهد لعملية الإسقاط.
- 27 سبتمبر 2021م – أسقط مقاتلو الحوثي طائرة مسيرة أمريكية الصنع من نوع Eagle Scan في منطقة مدغل بمأرب. وقد تم عرض صور للحطام ومقاتلي الحوثي يحيطون بها.
- 4 أكتوبر 2021م – أسقط الحوثيون طائرة مسيرة سعودية من طراز RQ-20 Puma في مدينة الغيضة.
- 6 أكتوبر 2021م - أفادت وسائل إعلام الحوثيين بإسقاط طائرة مسيرة سعودية من طراز CASC Rainbow CH-4 جنوب محافظة مأرب بواسطة الدفاعات الجوية الحوثية، وعرضت لاحقًا لقطات لحطام الطائرة.
- 7 أكتوبر 2021م – أسقط الحوثيون طائرة مسيرة أمريكية الصنع من طراز RQ-20 Puma تابعة للقوات السعودية في منطقة جازان.  ونشرت وسائل إعلام مقربة من الحوثيين لقطات لحطام الطائرة المسيرة.
- 9 أكتوبر 2021م – أسقطت الدفاعات الجوية السعودية طائرة حوثية مسيرة من طراز صماد 2، أثناء هجوم حوثي بطائرات مسيرة وباليستية على مطار جيزان الدولي، وعرضت صورًا للحطام.
- 9 نوفمبر 2021م – أعلنت قوات الحوثيين عن اعتراض وإسقاط طائرة مسيرة أمريكية الصنع من نوع ScanEagle في مديرية الجوبة بمأرب.  وعرضت في اليوم التالي لقطات لحطام الطائرة المسيرة.
- 13 نوفمبر 2021م – أفادت الأنباء بإسقاط طائرة مسيرة أمريكية أخرى من طراز ScanEagle في مأرب. وأعلن مسؤولون حوثيون في وقت لاحق عن عرض لقطات للطائرة المسيرة.
- 1 ديسمبر 2021م – أسقطت قوات الحوثي طائرة مسيرة قتالية من نوع CASC Rainbow CH-4 بالقرب من منطقة العمشية بمديرية حرف سفيان بمحافظة عمران. عرض لقطات لحطام الطائرة المسيرة.
- 4 ديسمبر 2021م – أسقطت قوات الحوثي طائرة أمريكية بدون طيار من طراز ScanEagle في مأرب ونشرت لاحقًا مقطع فيديو لحطام الطائرة.

## 2022م
- 11 يناير 2022م – أسقطت قوات الحوثي طائرة مسيرة من طراز وينج لونج تابعة للقوات الجوية الإماراتية في مديرية عين بمحافظة شبوة. وقد تم عرض لقطات لاعتراض الطائرة وحطام هيكلها بعد يومين.[53]
- 13 يناير 2022م – دمر التحالف بقيادة السعودية مروحية هجومية حوثية من طراز مي-24 على الأرض في مأرب. وقد عرض التحالف السعودي لقطات للهجوم.
- 29 يناير 2022م – قالت قوات الحوثيين إنها أسقطت طائرة سكان إيجل أمريكية الصنع تابعة للتحالف الذي تقوده السعودية في مأرب.  وفي وقت لاحق، عرضت وسائل إعلام مقربة من الحوثيين لقطات للحطام.
- 10 فبراير 2022م – أسقطت قوات الحوثي ونشرت حطام طائرة بدون طيار قتالية من نوع CASC Rainbow CH-4 تابعة للتحالف الذي تقوده السعودية في مديرية حرض بمحافظة حجة غرب اليمن.
- 25 فبراير 2022م – أسقطت قوات الحوثي طائرة مسيرة من نوع MQ-1 Predator تابعة للقوات الجوية الإماراتية للتحالف الذي تقوده السعودية في محافظة الجوف.
- 26 فبراير 2022م – أسقطت قوات الحوثي طائرة أمريكية بدون طيار من طراز ScanEagle تابعة للتحالف بقيادة السعودية في مديرية الجوبة بمأرب. ونشرت لاحقًا لقطات لحطام الطائرة.
- 28 فبراير 2022م – أسقطت الدفاعات الجوية الحوثية طائرة أمريكية من طراز ScanEagle تابعة للتحالف الذي تقوده السعودية في محافظة حجة. ونشرت لاحقًا لقطات لحطام الطائرة.
- 8 مارس 2022م – أسقطت الدفاعات الجوية الحوثية طائرة سكان إيجل أمريكية الصنع تابعة للتحالف الذي تقوده السعودية في حجة.
- 5 مايو 2022م– أسقطت قوات الحوثي ونشرت حطام طائرة بدون طيار قتالية من نوع CASC Rainbow CH-4 تابعة للتحالف الذي تقوده السعودية في مديرية حرض بمحافظة حجة غرب اليمن.
- 21 مايو 2022م - أسقط مقاتلو الحوثي طائرة مسيرة تركية الصنع من طراز فيستيل كارايل تابعة للتحالف السعودي في محافظة حجة.  وفي وقت لاحق، نشر الحوثيون لقطات لحطام الطائرة المسيرة.
- 23 مايو 2022م – أسقطت قوات الحوثي ونشرت حطام طائرة بدون طيار قتالية من طراز CASC Rainbow CH-4 تابعة للتحالف الذي تقوده السعودية في صنعاء.
- 6 أغسطس 2022م - أسقط الحوثيون طائرة مسيرة أمريكية من طراز RQ-21 شرقي اليمن. وعرضت وسائل إعلام مقربة من الحوثيين حطام الطائرة المسيرة.[54]

## 2023م
- 8 نوفمبر 2023م- أسقطت قوات الحوثي طائرة أمريكية بدون طيار من طراز MQ-9 Reaper، ووفقًا لمسؤولين أمريكيين فإن الطائرة أسقطت فوق المياه الدولية.[55]
- 14 نوفمبر 2023م- أسقطت قوات الحوثي طائرة مسيرة أمريكية من طراز MQ-1 Predator فوق اليمن ونشرت اعتراضها.[56]

## 2024م
- 19 فبراير 2024م - أسقطت قوات الحوثي طائرة أمريكية بدون طيار من طراز MQ-9 Reaper.[57] ونشرت صور الحطام على مواقع التواصل الاجتماعي.[58]
- 25 أبريل 2024م - أسقطت قوات الحوثي طائرة مسيرة أمريكية من طراز MQ-9 Reaper فوق صعدة، شمال اليمن.[59]
- 29 أبريل 2024م - أسقط الحوثيون طائرة مسيرة من طراز وينج لونج تابعة للقوات الجوية الإماراتية في مديرية الروضة بمحافظة شبوة.[60][61][62]
- 16 مايو 2024م - أسقطت قوات الحوثي طائرة مسيرة أمريكية من طراز MQ-9 Reaper فوق محافظة مأرب.[63]
- 20 مايو 2024م - أسقطت قوات الحوثي طائرة مسيرة أمريكية من طراز MQ-9 Reaper فوق محافظة البيضاء باليمن.[64][65]
- 29 مايو 2024م - أسقطت قوات الحوثي طائرة مسيرة أمريكية من طراز MQ-9 Reaper فوق محافظة مأرب.[66]
- 4 أغسطس 2024م - أسقطت قوات الحوثي طائرة مسيرة أمريكية من طراز MQ-9 Reaper فوق محافظة صعدة.[67] وأظهرت وسائل إعلام يمنية حطام الطائرة.[68]
- 10 سبتمبر 2024م - أسقطت قوات الحوثي طائرة مسيرة أمريكية من طراز MQ-9 Reaper فوق محافظة صعدة. وأكد مسؤولون أمريكيون الخسارة لشبكة ايه بي سي نيوز.[69]
- 16 سبتمبر 2024 - أسقطت قوات الحوثي طائرة مسيرة أمريكية من طراز MQ-9 Reaper فوق محافظة ذمار. وأكد مسؤولون أمريكيون الخسارة لشبكة ايه بي سي نيوز.[69]

## حسب النوع
| خسائر الطائرات                           | خسائر الطائرات | خسائر الطائرات |
| الطائرة                                  | المُدمر         | نيران معادية   |
| ---------------------------------------- | -------------- | -------------- |
| بيتشكرافت سوبر كينج إير                  | 1              | 1              |
| إليوشن ايل-76                            | 1              | 1              |
| كاسا CN-235M-300                         | 1              | 1              |
| جهاز IOMAX AT-802i BPA                   | 1              | -              |
| ميج-29                                   | 2              | 2              |
| سو-22                                    | 4              | 4              |
| سو-24                                    | 1              | 1              |
| يوروفايتر تايفون                         | 1              | -              |
| طائرة بوينج إف-15 إس سترايك إيجل         | 3 (2 تالفة)    | 2 (تالف)       |
| طائرة جنرال ديناميكس إف-16 فايتنج فالكون | 3 (1 1 1)      | 2 + 1 المطالبة |
| داسو ميراج 2000                          | 1              | 1              |
| بيانات هوية تورنادو بانافيا              | 3              | 2              |

| خسائر الجناح الدوار والدوار المائل | خسائر الجناح الدوار والدوار المائل | خسائر الجناح الدوار والدوار المائل |
| هيكل الطائرة                       | مُدمر                               | نيران معادية                       |
| ---------------------------------- | ---------------------------------- | ---------------------------------- |
| بيل 407MRH                         | 1                                  | -                                  |
| بوينج AH-64 أباتشي                 | 10 (9 1 )                          | 3 + 2 تم المطالبة بها              |
| سيكورسكي UH-60 بلاك هوك            | 3 (1 1 1> )                        | -                                  |
| طائرة بيل بوينج V-22 أوسبري        | 1                                  | -                                  |
| بيل 214/هيوي                       | 2                                  | 2                                  |
| ايه اس-365 دوفين                   | 1 (متضرر)                          | 1                                  |
| ميل مي-24/35                       | 1                                  | 1                                  |
| ميل مي-8                           | 1                                  | 1                                  |

| خسائر الطائرات (بدون طيار) | خسائر الطائرات (بدون طيار) | خسائر الطائرات (بدون طيار) |
| الطائرة                    | المدمر                     | نيران صديقة                |
| -------------------------- | -------------------------- | -------------------------- |
| سيليكس جاليليو فالكو       | 1                          | 1                          |
| دينيل ديناميك سيكير        | 4 (3 , 1 )                 | 4                          |
| قاصف- 1/2                  | 3                          | 1 + 2 مطلوبة               |
| تشنغدو وينق لونق           | 7 (3 , 4 )                 | 6                          |
| كاسك رينبوCH-4             | 14                         | 13 + 1 مطلوبة              |
| إم كيو-1 بريداتور          | 6 (3, 3 )                  | 6                          |
| إم كيو قراي إيجل 1 سي      | 1                          | 1                          |
| إم كيو-9 ريبر              | 14                         | 14                         |
| شيبل كامكوبتر إس-100       | 7                          | 7                          |
| فيستيل كارايل              | 4                          | 4                          |
| صامد درونز                 | 3                          | 3                          |
| آر كيو بوما 20             | 2                          | 2                          |
| آر كيو 21                  | 1                          |                            |
| اي إم تي لونا اكس 2000     | 1                          | 1                          |
| بوينغ انسيتو سكانإيغل      | 12 ( )                     | 10 + 2 مطلوبة              |
| صامد-1                     | 2                          | 2                          |
| طائرات غير معروفة          | 5 (3 , 2 )                 | 5 مطلوبة                   |